# کوه آمورونگ
کوه آمورونگ (به لاتین: Mount Amorong) یک منطقهٔ مسکونی در فیلیپین است که در منطقه ایلوکوس واقع شده‌است. کوه آمورونگ ۳۷۶ متر بالاتر از سطح دریا واقع شده‌است.